# Bengt de Lincopinga
Bengt, também conhecido como Bengt Filho de Magno (em sueco: Bengt Magnusson; m. 1237) foi um nobre e bispo da Suécia do século XIII. Era filho de Magno Minescoldo e Ingrid Ylva, irmão de Birger, Carlos e Ésquilo e pai de Magno. Foi bispo de Lincopinga.
Foi cavaleiro e magistrado. Bengt sucedeu seu irmão, falecido em 1220, como bispo, até 1232, quando renunciou; outras fontes, dizem que permaneceu bispo de Lincopinga até sua morte. Ele tomou a iniciativa de expandir a Catedral de Linköping, que foi o primeiro edifício gótico na Suécia, e consagrou a Igreja de Santa Maria (agora a catedral) em Visby em 1225.